# Misty Mundae
Misty Mundae (anglès: Erin Brown)  (East St. Louis, 16 d'octubre de 1979) nom artistic d'Erin DeWright és una actriu i realitzadora estatunidenca, germana de la també actriu Chelsea Mundae (n. 1974). Utilitza de vegades els pseudònims d'Erin Brown o de Sadie Lane, i fa principalment papers eròtics lèsbics.

## Filmografia
- Chantal

Com a directora
- 2003: Confessions of a Natural Beauty (vídeo)
- 2003: Lustful Addiction (vídeo)
- 2004: Voodoun Blues (curt)